# آرثر يوحنا
آرثر يوحنا (بالإنجليزية: Arthur John)‏ (1 يناير 1898 إنجلترا المملكة المتحدة - 31 مارس 1972) هو لاعب كرة قدم إنجليزي.